# Хоз, Шнеур Залман
Хоз Шнеур Залман (1872, Дубровно Могилёвской губернии —- 1939, Афула) — деятель сионистского движения. Первый мэр Афулы (1926—1928).

## Биография
Родился в купеческой семье. Был одним из лидеров «Ховевей Цион», председателем сионистской организации Дубровно. В 1925 эмигрировал в Эрец-Исраэль, был среди первых поселенцев Афулы. В 1926 был избран первым мэром Афулы и работал в этой должности до 1928.